# Communauté de communes du Val du Loir
La communauté de communes du Val du Loir est une ancienne communauté de communes française, située dans le département de la Sarthe et la région Pays de la Loire.

## Histoire
La communauté de communes du Val du Loir a été créée par arrêté préfectoral le 19 décembre 1994. La commune de Lavenay a rejoint l’intercommunalité en 2002.
Le 1er janvier 2017, elle fusionne avec la communauté de communes de Loir et Bercé et la communauté de communes de Lucé pour former la communauté de communes Loir-Lucé-Bercé.

## Composition
La communauté regroupait les neuf communes de l'ancien canton de La Chartre-sur-le-Loir aujourd'hui intégrées dans le canton de Château-du-Loir :
| Nom                            | Code Insee | Gentilé      | Superficie (km2) | Population (dernière pop. légale) | Densité (hab./km2) |
| ------------------------------ | ---------- | ------------ | ---------------- | --------------------------------- | ------------------ |
| La Chartre-sur-le-Loir (siège) | 72068      | Chartrains   | 8,30             | 1 470 (2014)                      | 177                |
| Beaumont-sur-Dême              | 72027      | Beaumontais  | 13,49            | 354 (2014)                        | 26                 |
| Chahaignes                     | 72052      | Chahaignaux  | 22,83            | 725 (2014)                        | 32                 |
| La Chapelle-Gaugain            | 72063      | Gaugainais   | 10,66            | 318 (2021)                        | 30                 |
| Lavenay                        | 72159      | Lavenaysiens | 7,70             | 305 (2021)                        | 40                 |
| Lhomme                         | 72161      | Lhommois     | 18,32            | 875 (2014)                        | 48                 |
| Marçon                         | 72183      | Marçonnais   | 30,05            | 1 030 (2014)                      | 34                 |
| Poncé-sur-le-Loir              | 72240      | Poncéens     | 6,92             | 318 (2021)                        | 46                 |
| Ruillé-sur-Loir                | 72262      | Ruillacois   | 39,48            | 1 145 (2021)                      | 29                 |

## Administration
| Période    | Période       | Identité           | Étiquette | Qualité                                        |
| ---------- | ------------- | ------------------ | --------- | ---------------------------------------------- |
| 1995       | 2001          | Armand de Malherbe |           | Maire de Marçon                                |
| 2001       | avril 2008    | Michèle Pissot     |           | Maire de La Chartre-sur-le-Loir                |
| avril 2008 | décembre 2016 | François Roncière  |           | Conseiller municipal de La Chartre-sur-le-Loir |